# Ali Traoré
Alí Traoré (Abiyán, Costa de Marfil, 28 de febrero de 1985) es un exbaloncestista francés. Con una altura de 2.07 m su posición en la cancha es la de pívot.

## Clubes
- ASVEL Lyon-Villeurbanne (2001-2004)
- Southern Idaho (2003-2004)
- Quimper UJAP (2004-2005)
- Roanne (2005-2006)
- STB Le Havre  (2006-2008)
- ASVEL Lyon-Villeurbanne  (2008-2010)
- Pallacanestro Virtus Roma (2010-2011)
- Lokomotiv Kuban (2011-2012)
- ALBA Berlín (2013)
- JSF Nanterre (2013-2014)
- Strasbourg IG (2014-2015)
- CSP Limoges (2015-2016)
- Club Baloncesto Estudiantes (2016-2017)[1]
- Byblos Club (2017)
- Antibes Sharks (2017)
- AS Mónaco Basket (2018)
- Strasbourg IG (2018-2020)
- Antibes Sharks (2020-2022)

## Palmarés
- Liga de Francia: 2

ASVEL Villeurbanne: 2002 y 2009
- MVP Liga de Francia: 1

ASVEL Villeurbanne: 2010
- Copa de Francia: 2

JSF Nanterre: 2014
Strasbourg IG: 2015